# Squash
Squash (wym. sku̟osz, skłosz) – dyscyplina sportowa polegająca na odbijaniu rakietą piłki o ścianę w sposób, który w maksymalnym stopniu utrudni ponowne odbicie piłki przez przeciwnika.

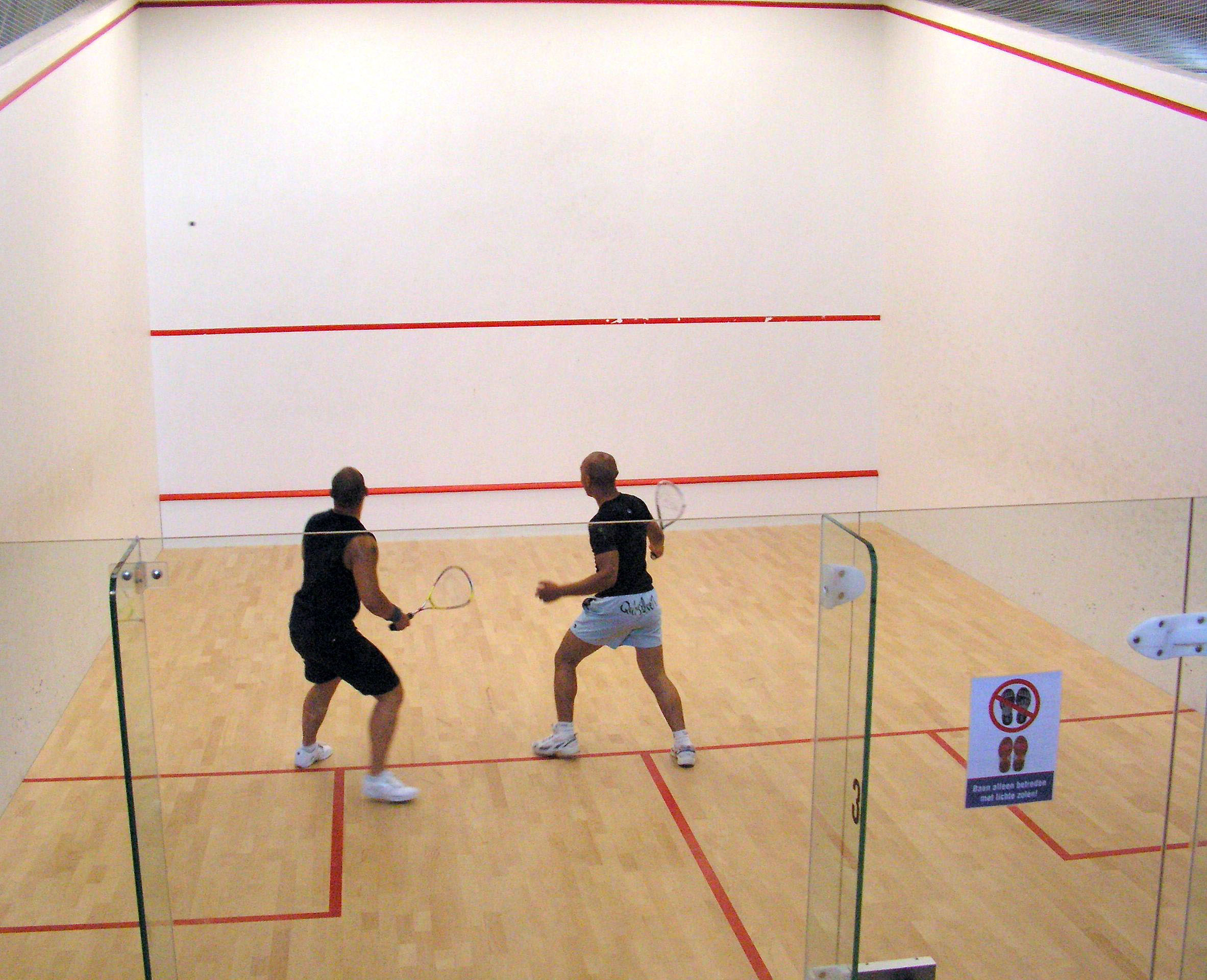
Zawodnicy w korcie ze szklaną tylną ścianą

Od Igrzysk Olimpijskich 2028 squash będzie dyscypliną olimpijską. Będzie wówczas jedną z dwóch, obok futbolu flagowego dyscyplin, które zadebiutują w programie tej imprezy .
Odmianą squasha jest ricochet.
Regularnie odbywają się zawody, w tym mistrzostwa świata i mistrzostwa Polski.

## Zasady

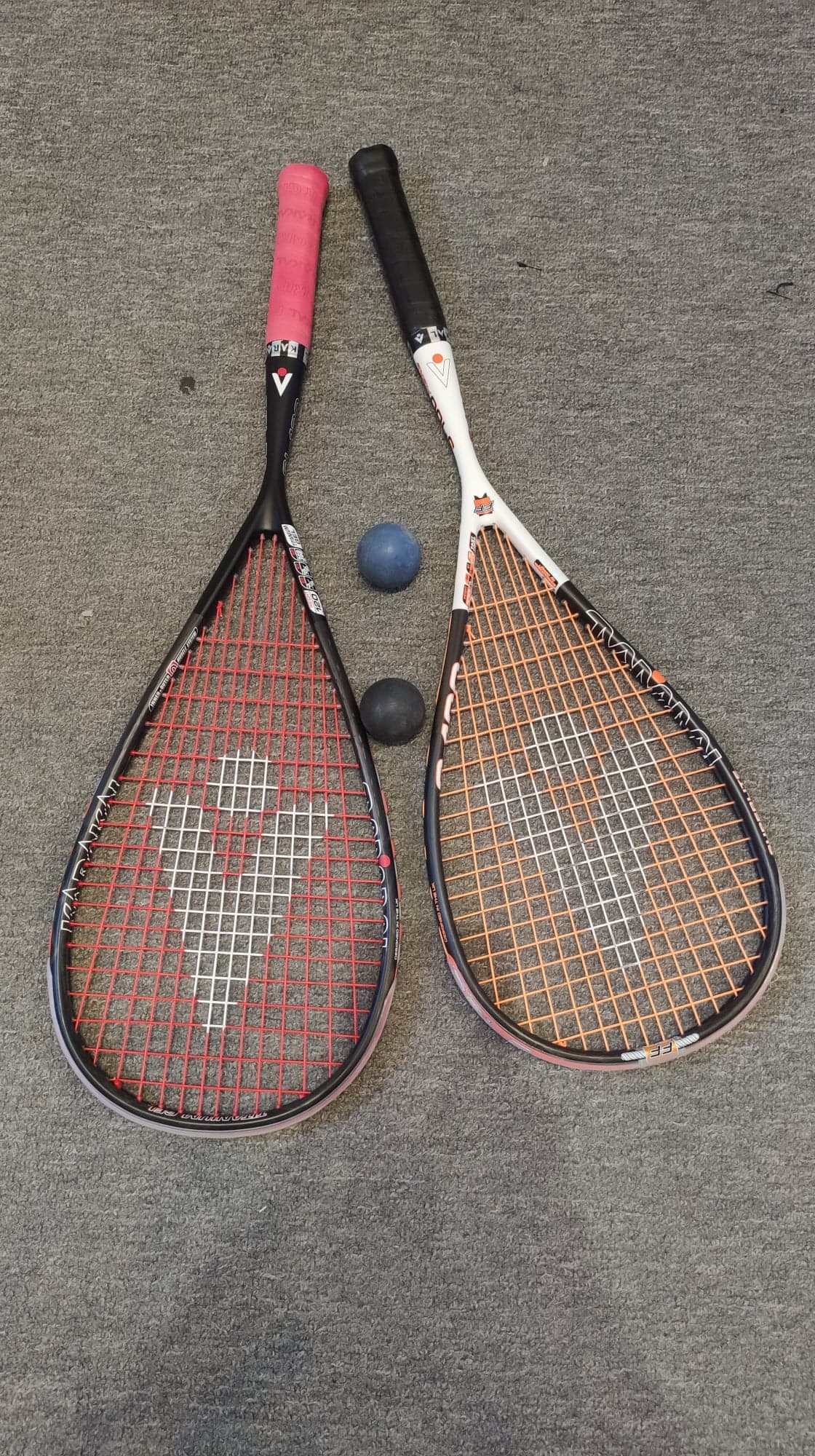
Rakiety i piłeczki używane w squashu

Squash polega na odbijaniu piłki o ścianę w wyznaczonym polu ograniczonym liniami. Linia nie liczy się do pola i traktowana jest jako aut (inaczej niż w tenisie).
Gra rozpoczyna się serwisem, a pierwszego serwującego losuje się przez obrót rakiety. Następnie, serwujący serwuje aż do momentu, kiedy przegra wymianę. Wtedy serwis przejmuje jego przeciwnik. Taka procedura trwa cały mecz. Na początku drugiego i każdego następnego seta, jako pierwszy serwuje zwycięzca poprzedniego seta.
Serwis jest prawidłowy, kiedy między innymi:
- w momencie uderzenia piłki serwujący dotyka częścią jednej stopy podłogi wewnątrz pola serwisowego, nie dotykając żadną jej częścią linii tego pola (część tej stopy może wystawać za tę linię, jeżeli jej nie dotyka),
- serwujący uderza piłkę bezpośrednio na ścianę przednią pomiędzy linię serwisu (środkowa linia na ścianie przedniej) i linię autu (linia górna) oraz za linię wydzielającą połowę kortu.

Po prawidłowym serwisie, zawodnicy na zmianę uderzają piłkę do chwili, w której jednemu z nich nie udało się wykonać poprawnego uderzenia, co oznacza:
- przed drugim odbiciem piłki od podłogi (zawodnik może uderzyć piłkę z woleja lub po jednym jej odbiciu od podłogi),
- nad blachą (uderzenie w blachę lub linię nad nią jest błędem); bezpośrednio lub po odbiciu od ścian(y) bocznych i/lub ściany tylnej, bez wcześniejszego dotykania podłogi lub jakiejkolwiek części ciała czy stroju uderzającego, a także jakiejkolwiek części ciała, stroju czy rakiety przeciwnika,
- poniżej linii autu - jeżeli piłka dotknie górnej linii kortu, jest piłką nieprawidłową.

Według obowiązujących zasad gra w każdym secie toczy się do 11 punktów (wcześniej do 9 lub 15). Punkty zdobywa się w każdej wymianie (system PARS – skrót od point-a-rally scoring). Przy stanie 10:10 aby wygrać set, jeden z zawodników musi zdobyć dwupunktową przewagę (np. 15:13). 
Wcześniejszy, brytyjski system punktowania zakładał, że punkty są zdobywane tylko przez serwującego. Gdy odbierający wygrywał wymianę, zdobywał jedynie prawo do serwisu. Gra w tym systemie toczyła się aż do zdobycia przez jednego z zawodników 9 punktów.

## Historia
Początki gry związane są z Anglią, a niektórzy brytyjscy zawodnicy do dziś stanowią światową czołówkę. Obecnie squash jest znany na wszystkich kontynentach.
Obecnie sport ten uprawiany jest w 153 krajach, z których większość jest zrzeszona w federacjach kontynentalnych, które są członkami Światowej Federacji Squasha.
W Polsce pojawił się około 1997 roku. Do lipca 2007 roku powstało ponad 100 kortów. Od 2010 roku wyłaniani są drużynowi mistrzowie Polski mężczyzn i kobiet.

## Kort do gry

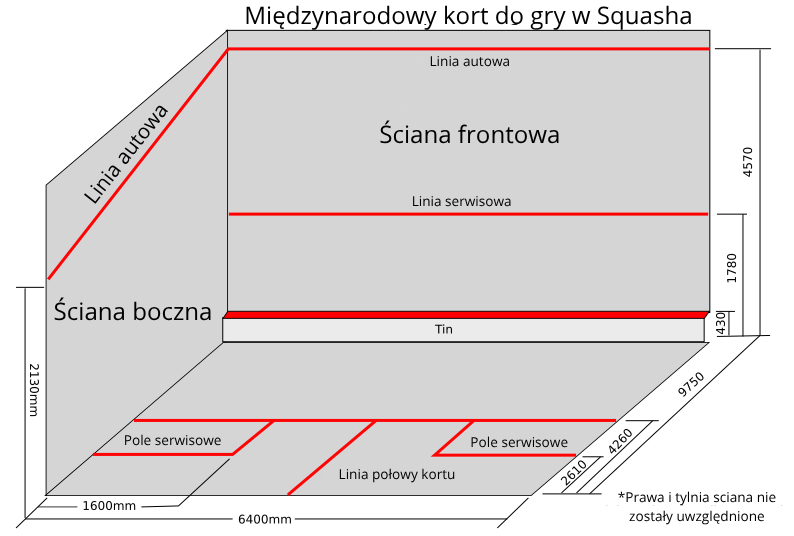
Kort do gry w Squasha

Oficjalne wymiary kortu określa Międzynarodowa Federacja Squasha.
Wymiary kortu pozostają niezmienne od 1920 roku i wynoszą:
- długość: 9750 mm,
- szerokość: 6400 mm.

Kort zamknięty musi być ścianami ze wszystkich czterech stron. Wszystkie ściany w squashu biorą udział w grze w powierzchni zamkniętej odpowiednimi liniami (patrz zasady).
Podłogę najczęściej stanowi parkiet, a ścianę tylną w większości przypadków ściana szklana.